# Otto Hahns Fredsmedalj
Otto Hahns Fredsmedalj i guld är en tysk utmärkelse för enastående tjänster för fred, tolerans och internationell förståelse, i synnerhet efter atombomberna som släpptes över Hiroshima och Nagasaki. Utmärkelsen är uppkallad efter den tyska nobelpristagaren Otto Hahn och inrättades 1988 av dennes sonson Dietrich Hahn.
Fredsmedaljen utdelas av den tyska FN-föreningen och borgmästaren i Berlin den 17 december vartannat år.

## Pristagare
- 1988 – Sandro Pertini, ( Italien)
- 1989 – Michail Gorbatjov, ( Sovjetunionen)[2]
- 1991 – Simon Wiesenthal, ( Österrike)[3]
- 1993 – Sir Karl Popper, ( Storbritannien)[4]
- 1995 – Hans Koschnick, ( Tyskland)[5]
- 1997 – Yehudi Menuhin, ( Storbritannien)[6]
- 1999 – Gerd Ruge, ( Tyskland)
- 2001 – Miriam Makeba, ( Sydafrika)[7]
- 2003 – Mary Robinson, ( Irland)
- 2005 – Muhammad Ali, ( USA)[8]
- 2008 – Hans Küng, ( Schweiz)[5]
- 2010 – Daniel Barenboim, ( Argentina)
- 2012 – Tadatoshi Akiba, ( Japan)[9]
- 2014 – Manfred Nowak,  Österrike)[10]
- 2016 – Melinda Gates, ( USA)
- 2018 – John Kerry, ( USA)

## Originalcitat
1. ↑  "Für herausragende Verdienste um Frieden und Völkerverständigung."